# Ken Smith
Kenneth Ray Smith, född 13 september 1930, död  4 februari 1999 i Dallas, var en amerikansk schackspelare, FIDE-mästare (FM) och författare. Han var en medlem av  Dallas Chess Club. 
Han grundade schackbokförlaget Chess Digest år 1962. Smith-Morras gambit som inleds med dragen 1.e4 c5 2.d4 cxd4 3.c3 är namngiven efter honom.